# 노이만가젤
노이만가젤(Gazella erlangeri)은 소과에 속하는 가젤의 일종이다. 뚱뚱한 몸과 짧은 다리를 가진 작고 검은 가젤이다. 사우디아라비아와 예멘에서 발견된다. 멸종 위협을 받는 종으로 간주하지만, 현재 야생에서 확인할 만한 정보는 없는 상태이다. 일부는 산가젤의 아종으로 간주하기도 한다.